# Tour de France 1974
Tour de France 1974 var den 61. udgave af Tour de France og fandt sted fra 27. juni til 21. juli. Løbet bestod af 22 etaper på i alt 4.098 km, kørt med en gennemsnitsfart på 35,241 km/t

## Podieplaceringer
De tre øverstplacerede i løbet var i rækkefølge:
- Eddy Merckx (BEL)
- Raymond Poulidor (FRA)
- Vicente Lopez-Carril (ESP)